# 正チャンの冒険
『正チヤンの冒険』（しょうちゃんのぼうけん）は、画・東風人（樺島勝一）と作（文）・織田小星（織田信恒）の作った新聞4コマ漫画。大正時代に『アサヒグラフ』や『朝日新聞』などで、タイトルを変更しながら連載された。初め無記名の連載だったが、作者名が記されたのは、1924年（大正13年）3⽉1⽇付の紙面からである。主人公の少年、「正チャン」と相棒の「リス」による様々な冒険の旅を描き、西洋的なセンスにあふれた絵柄と童話を思わせる幻想的な物語で、当時の読者に大好評を博した。椛島が1965年没、織田が1967年没であり、2016年の著作権法改正の影響を受けずに現在はパブリックドメインとなっている。

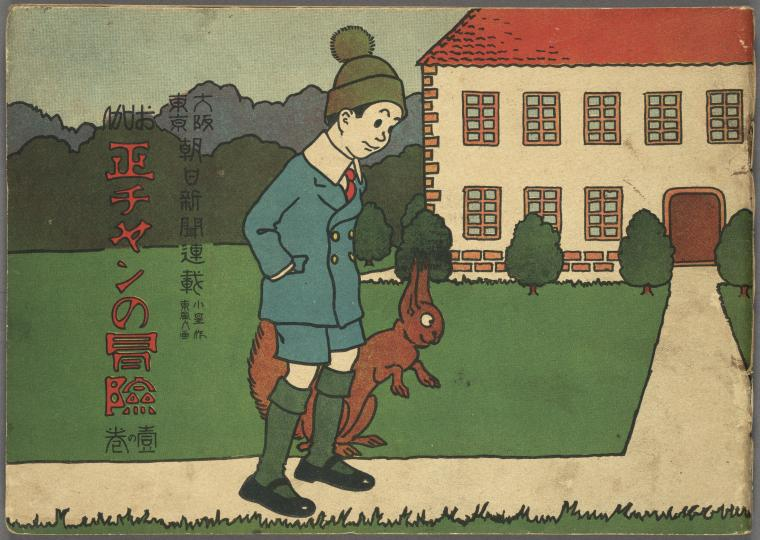
『正チャンの冒険』（1923年）

## 出版
最初は『正チヤンのばうけん』のタイトルで、『アサヒグラフ』の1923年（大正12年）1月の創刊号から8月末の最終号まで連載された。『アサヒグラフ』が廃刊となってからは『朝日新聞』の朝刊で連載されることとなり、同年の10月20日付から『正チヤンノバウケン』『お伽 正チヤンノ冒険』『正チヤンの冒険』などと、数回タイトルを変更しながら連載された。1924年（大正13年）8月20日付で絵物語はとぎれるものの、8月21日付から8月28日付までは、小説形式の連載「すゞ蟲」が掲載された。10月5日付から再び連載が始まり、翌年の10月31日付まで連載された。さらに1926年（大正15年）の2月12日付から5月18日付まで、『正チヤンのその後』が連載された。一方、再刊された『アサヒグラフ』でも、『水曜日の正ちやん』のタイトルで1924年（大正13年）3月12日号から8月27日号まで連載された。
1924年（大正13年）から1925年（大正14年）にかけて、朝日新聞社から全7巻の単行本（横長本、1巻64頁、4色刷）が刊行された。初版刊行日は以下の通りである。
- 壱の巻 - 1924年7月6日
- 貮の巻 - 1924年9月10日
- 参の巻 - 1924年10月25日
- 四の巻 - 1925年1月10日
- 五の巻 - 1925年3月20日
- 六の巻 - 1925年6月15日
- 七の巻 - 1925年10月15日

またこれらの単行本とは異なる関連作品も存在する。1926年（大正15年）には朝日新聞社から『正チヤンの其後』というタイトルの絵本（大型縦本、60頁）が書き下ろしで刊行された。これには正チャンやリスに加えて、「ドンキチ」というドングリの小人が登場する。さらに同年には金尾文淵堂から『正チャンとリス』という本が刊行されたが、これは樺島が表紙と扉絵を手掛け、収録された漫画は清水君吉が手掛けている。昭和以降も関連作品は登場し、1950年（昭和25年）と1951年（昭和26年）には大日本雄辯會講談社から『絵ものがたり　正ちゃんのぼうけん』として刊行された。

## 作風・形式
連載時には、毎回4コマであったが、「アサヒグラフ」連載時から数回にわたって物語が継続する構成がとられた。10回前後が多いが、長いときでは23回に及ぶ連載もあった。それぞれのコマごとに、絵に加えてコマの外に縦書きで書かれたト書きが付き、コマの内部にセリフが書かれた尾付角型の吹き出しが用いられた。このスタイルは「それ以前にあった絵物語と近代マンガの中間的なスタイル」だと中条省平は指摘している。
漫画評論家の竹内オサムは「簡潔な絵柄と大正の童心芸術運動の雰囲気を接ぎ木」した作風だと指摘する。主人公自身も読者対象である子供に広くアピールすることとなり、動物をお供にする設定も当時の時代背景を考えると新鮮であったと指摘する。
また、物語には神秘の場所として、遠い異国と日本の森が設定されている。そのふたつの空間は、戦後の書き直しの単行本２冊に二分化されている。

## 背景
本作が子供向けの西洋の漫画の影響を受けていることは、関係者の数々の証言から明らかになっている。『アサヒグラフ』の編集長であった鈴木文史朗は、イギリスの新聞『デイリー・ミラー』で連載されていたペンギン鳥を主人公とした漫画をモデルにしたと書き残している。その作品はペインの「ビップ、スキークとウィルフレッド」ではないかと推定されている。登場するペンギンをリスに変更して子供を加えた物語漫画の連載を構想した。そして、『アサヒグラフ』の子供向けページ全体の編集を担当することになった織田が原作を担当し、『朝日新聞』の編集部員に招聘された樺島が作画を担当した。
『アサヒグラフ』の編集に携わる前は日本銀行員としてヨーロッパに渡っていた織田だが、現地で様々な児童文化に触れたことでそのような仕事に携わりたいと思うようになった。そして帰国してから巖谷小波に相談し、巌谷の同意を得て協力を得るために朝日新聞社に向かい、編集の仕事を行うようになった。
一方、当時の樺島は、雑誌や教科書などの表紙や口絵や挿絵を中心に活動していた。世間にはあまり知られていなかったものの、その実力を高く評価する者もいたことで朝日新聞社に招聘された。元々の絵柄は銅版画のような硬いものであったが、この作品では柔らかい絵柄を見せることとなる。

## 社会的な反響
連載途中から主人公が頭にかぶることが増えた、大きなボンボンが頭上についた毛糸の帽子は「正チャン帽」と呼ばれ、子供たちの間で流行した。
1925年1月には大阪市近辺のすべての「正チャン」と呼ばれる少年たちが、朝日新聞の大阪本社に無料で招待されて、大きな集会が開催された。そこでは食べ物が振舞われ、催し物が開かれ、帽子屋の連合から正ちゃん帽が贈られた。そんな子供たちの様子は写真に収められ、『朝日新聞』と『アサヒグラフ』で大きく紹介されることとなった。
この作品を原作とした舞台や映画も製作された。1924年10月1日から同月21日までの20日間、宝塚少女歌劇団（現・宝塚歌劇団）月組公演として宝塚大劇場で、演目『正ちやんの冒險』が、正ちゃん役：天津乙女、リス役：住江岸子、悪魔役：千早多津子、天女役：夢路すみ子で上演された他に、1926年には東亜キネマによって白黒の無声映画が公開された。